# Markus Lanz
Markus Josef Lanz (Bruneck, 16 maart 1969) is een Duitse presentator en producent.

## Jeugd en opleiding
Markus Lanz komt uit Geiselsberg in Zuid-Tirol, een dorp van de gemeente Olang. Als gymnasiast woonde hij in het studentenhuis van het klooster Neustift. Tijdens deze periode bezocht hij van 1983 tot 1984 het klassieke gymnasium aan het Vinzentinum te Brixen.
Als jeugdige trad hij met zijn broer Gotthard op als het muziekduo The W5, waarbij hij keyboard en piano speelde. Na het doctoraalexamen in 1988 in Bruneck, werd hij bij het Italiaanse leger tot radiotelegrafist opgeleid en diende hij bij de bergjagers. Daarnaast werkte hij bij Radio Holiday in Bruneck. Tijdens het opleidingsjaar 1991/1992 voltooide hij een opleiding tot hoofd communicatie aan de Bayerische Akademie für Werbung und Marketing in München.
Vanaf 1992 voltooide Lanz een tweejarige vrijwillige opleiding bij Radio Hamburg. In 1995 publiceerde hij uit protest tegen de Franse kernproeven op Moruroa samen met Marzel Becker en Stephan Heller onder de naam Le camembert radioactif de single F… ! Chirac.

## Carrière
In 1995 werd hij nieuwslezer bij RTL Nord. Vanaf 1997 presenteerde hij het programma Guten Abend RTL in Sleeswijk-Holstein. De doorbraak lukte Lanz, toen hij van september 1998 tot maart 1999 Barbara Eligmann verving tijdens haar zwangerschap als presentator van het RTL-programma Explosiv – Das Magazin. Van april 1999 tot 15 maart 2008 presenteerde hij het programma regelmatig en was sinds november 2004 ook redactieleider. Daarnaast aanvaardde hij ook de presentatie van andere RTL-programma's, waaronder Der Hochzeitsplan (2001), Outback (2002) en Ich bin ein Star – Holt mich hier raus! – Spezial (2004).
Sinds april 2008 werkt Lanz voor de tv-zender ZDF, waar hij Johannes B. Kerner verving tijdens diens zomerpauze in 2008 met de talkshow Markus Lanz. Het kookprogramma Kerners Köche nam hij over van juni 2008 tot december 2012 onder de nieuwe naam Lanz kocht!. In 2009 verving hij wederom Johannes B. Kerner tijdens diens zomerpauze. Na het afscheid van Kerner bij het ZDF in oktober 2009 wordt de talkshow Markus Lanz regelmatig op tv getoond. Naast deze twee formats presenteert hij voor het ZDF verschillende andere shows.
Sinds januari 2011 produceert Lanz zijn eigen programma's via de productiefirma Mhoch2 TV, waaraan hijzelf en Markus Heidemanns elk voor de helft een aandeel hebben.
In oktober 2012 aanvaardde Lanz de presentatie van de zaterdagavondshow Wetten, dass..? bij het ZDF en volgde daarmee Thomas Gottschalk op. Bovendien aanvaardde hij in december, eveneens van Gottschalk, de jaarnabeschouwing Menschen van het ZDF. In februari 2013 kreeg Lanz voor Wetten, dass..? een Goldene Kamera als toeschouwersprijs.
Op het eind van de Wetten, dass..?-editie van april 2014 maakte Lanz het einde van de show bekend, na nog drie verdere edities. Daarop bevestigde het ZDF het gemeenschappelijke besluit tot beëindiging van het programma na 33 jaar op het einde van 2014. De laatste uitzending werd beëindigd op 13 december 2014 in Neurenberg met de woorden Das Leben geht weiter … Wetten, dass..? In totaal presenteerde hij 16 edities van het format.

## Verdere activiteiten
Tot zijn publieke activiteiten behoren de reizen in het poolgebied. Na een door een filmploeg begeleide noordpool-expeditie, waarbij hij en een begeleider met een helikopter tot in de buurt van de pool werden gevlogen, nam hij in december 2010 deel aan de tv-productie Der Wettlauf zum Südpol.
Met de tv-kok Horst Lichter schreef hij diens in 2007 verschenen biografie.

## Privéleven
Markus Lans heeft een zoon uit een relatie (1998-2006) met de presentatrice Birgit Schrowange. In juli 2011 trouwde hij in Zuid-Tirol met de bedrijfseconome Angela Gessmann, met wie hij sinds 2008 samen is. Met haar heeft hij twee dochters. Lanz woont in Hamburg.

## Onderscheidingen
- 2013: Goldener Rathausmann (Wenen)
- 2013: Goldene Kamera, (lezersprijs van Hörzu-lezers)

## Tv-presentaties

### Doorlopend
- sinds 2008: Markus Lanz, ZDF
- sinds 2012: Menschen, ZDF
- sinds 2015: Weihnachten in Bethlehem, ZDF

### Voorheen/eenmalig
- 1997–1999: Guten Abend, RTL
- 1998–2008: Explosiv – Das Magazin, RTL
- 2001: Der Hochzeitsplan, RTL
- 2002: Outback, RTL
- 2004: Ich bin ein Star – Holt mich hier raus! – Special, RTL
- 2008: Alles Gute, Karlheinz Böhm – Ein Leben für Afrika, ZDF
- 2008: Ciao, Luciano Pavarotti, ZDF
- 2008–2009: Das will ich wissen, ZDF
- 2008–2010: Gut zu wissen, ZDF
- 2008–2012: Lanz kocht!, ZDF
- 2009: Glückwunsch, Thomas Quasthoff, ZDF
- 2009: Udo Jürgens – die Geburtstagsgala, ZDF
- 2009–2010: History – das Quiz, ZDF
- 2010: Hilfe für Pakistan, ZDF
- 2012–2014: Wetten, dass..?, ZDF
- 2016: Niemals geht man so ganz – eine Hommage ans Leben, ZDF

## Publicaties
- Und plötzlich guckst du bis zum lieben Gott. Die zwei Leben des Horst Lichter. Gütersloher Verlagshaus, Gütersloh 2007, ISBN 978-3-579-06459-8; als zakboek: Goldmann, München 2009, ISBN 978-3-442-15547-7.
- Grönland: Meine Reisen ans Ende der Welt. National Geographic, Hamburg 2014, ISBN 978-3-86690-195-7.